# Hiroshi Hirakawa
Hiroshi Hirakawa (jap. 平川 弘 Hirakawa Hiroshi; ur. 10 stycznia 1965) – były japoński piłkarz, reprezentant kraju.

## Kariera klubowa
Od 1987 do 1996 roku występował w klubach: Yokohama Marinos, Yokohama Flügels i Consadole Sapporo.

## Kariera reprezentacyjna
W reprezentacji Japonii zadebiutował w 1985. W reprezentacji Japonii występował w latach 1985-1992. W sumie w reprezentacji wystąpił w 13 spotkaniach.

## Statystyki
| Reprezentacja Japonii | Reprezentacja Japonii | Reprezentacja Japonii |
| Rok                   | Mecze                 | Gole                  |
| --------------------- | --------------------- | --------------------- |
| 1985                  | 6                     | 0                     |
| 1986                  | 0                     | 0                     |
| 1987                  | 0                     | 0                     |
| 1988                  | 4                     | 0                     |
| 1989                  | 2                     | 0                     |
| 1990                  | 0                     | 0                     |
| 1991                  | 0                     | 0                     |
| 1992                  | 1                     | 0                     |
| Razem                 | 13                    | 0                     |